# Принц са Бел Ера
Принц са Бел Ера (енгл. The Fresh Prince of Bel-Air) америчка је комедија ситуације. Њени аутори су Енди и Сузан Боровиц, а темељи се на животу Бенија Медине. Емитовао ју је NBC од 10. септембра 1990. до 20. маја 1996. године. у Србији ју је објавио HBO Max 12. маја 2022. године. Вил Смит глуми измишљену верзију себе, паметног тинејџера који је рођен и одрастао у западној Филаделфији, који се пресели код својих богатих рођака у њихову вилу на Бел Еру након што се потукао на локалном игралишту. Међутим, његов стил живота често се коси са животом његових рођака више класе.
Садржи 148 епизода које подељене у шест сезона. Спцијал окупљања, који садржи оригиналну глумачку поставу, емитовао је HBO Max 18. новембра 2020. године. Рибут серије под називом Бел Ер, темељи се на истоименом фан-филму и премијерно га је емитовао Peacock 13. фебруара 2022. године.

## Радња
Вил, тинејџер из Филаделфије, послат је у Калифорнију код богатих рођака у нади да ће га они „преваспитати и подучити о добрим, старим вредностима”.

## Улоге
= главне улоге (потписани) 
  = споредне улоге (4+)

### Главне
| Вил Смит          | Вил Смит      | главна | главна | главна   | главна   | главна | главна |
| Џејмс Ејвери      | Филип Бенкс   | главна | главна | главна   | главна   | главна | главна |
| Џенет Хјуберт     | Вивијан Бенкс | главна | главна | главна   |          |        |        |
| Дафни Максвел Рид | Вивијан Бенкс |        |        |          | главна   | главна | главна |
| Алфонсо Риберио   | Карлтон Бенкс | главна | главна | главна   | главна   | главна | главна |
| Карин Парсонс     | Хилари Бенкс  | главна | главна | главна   | главна   | главна | главна |
| Татјана М. Али    | Ешли Бенкс    | главна | главна | главна   | главна   | главна | главна |
| Џозеф Марсел      | Џофри Батлер  | главна | главна | главна   | главна   | главна | главна |
| разни глумци      | Ники Бенкс    |        |        | споредна | споредна |        |        |
| Рос Бигли         | Ники Бенкс    |        |        |          |          | главна | главна |

### Споредне
|                     | Џез                         | споредна | споредна | споредна | споредна | споредна | споредна |
| Верни Вотсон-Џонсон | Вајола „Вај” Смит           | споредна | споредна | споредна | споредна | споредна | споредна |
| Мајкл Вајнер        | Келог „Корнфлејк” Либербаум | споредна | споредна |          |          |          |          |
| Лиса Фулер          | Тони                        | споредна |          |          |          |          |          |
| Џенифер Луис        | Хелен Смит                  |          | споредна | споредна | споредна | споредна | споредна |
| Чарлејн Вудард      | Џенис Смит                  |          | споредна | споредна |          |          |          |
| Пери Мур            | Тајрик „Тај Џонсон”         |          | споредна |          |          |          |          |
| Брајан Стоукс Мичел | Тревор Колинс-Њузворти      |          |          | споредна |          |          |          |
| Тајра Бенкс         | Џеклин „Џеки” Ејмс          |          |          |          | споредна |          |          |
| Нија Лонг           | Бјула „Лиса” Вилкис         |          |          |          |          | споредна |          |